# ایزوسیتوزین
ایزوسیتوزین (به انگلیسی: Isocytosine) با فرمول شیمیایی C۴H۵N۳O یک ترکیب شیمیایی با شناسه پاب‌کم ۶۶۹۵۰ است. که جرم مولی آن ۱۱۱٫۱۰۲ g/mol می‌باشد. 